# 開局を断念した放送局一覧
開局を断念した放送局一覧（かいきょくをだんねんしたほうそうきょくいちらん）は、日本でラジオあるいはテレビ放送局の開設を計画・準備していながら、何らかの理由で断念した申請団体の一覧。

## 予備免許を交付されたが開局しなかった局
|        | 事業者                  | 県       | 所在地       | 呼出符号            | 交付日         | 失効日                      | 発起人代表                                   | 特記事項 |
| ------ | ----------------------- | -------- | ------------ | ------------------- | -------------- | --------------------------- | -------------------------------------------- | --- |
| ラジオ | 西日本放送              | 福岡県   | 久留米市     | JOGR →青森放送      | 1951年4月21日  | 1952年1月29日 返上          | 中原隆三郎                                   | 現・西日本放送（香川県）とは無関係。 その後の経過は九州朝日放送#沿革を参照。                                                                                        |
| ラジオ | 姫路市営放送            | 兵庫県   | 姫路市       | JODR →新潟放送      | 1952年3月7日   | 1952年9月19日 または9月22日 | 石見元秀                                     | |
| ラジオ | 栃木コミュニティ放送    | 栃木県   | 栃木市       | JOZZ3AA-FM          | 1993年11月1日  | 1994年                      | 滝沢武                                       | 準備不足を理由に開局断念 栃木市では2015年11月3日より、ケーブルテレビ（栃木ケーブルテレビ）運営（栃木市より委託）による「FMくらら857」が開局                         |
| ラジオ | 加古川FM放送            | 兵庫県   | 加古川市     | JOZZ7AW-FM          | 2001年頃       | 2002年                      | 不明                                         | 周波数82.1MHz、出力20Wを割り当てられるも、準備不足のため開局断念 その後2007年に地元のケーブルテレビ局BAN-BANテレビを運営母体とする「BAN-BANラジオ」が開局されている |
| ラジオ | エフエムつづき          | 神奈川県 | 横浜市都筑区 | JOZZ3BS-FM          | 2009年8月20日  | N/A                         | 不明                                         | 周波数83.0MHz、出力15Wを割り当てられるも、 運営会社の代表者交代などによる混乱から試験電波を発射できず開局断念                                                       |
| テレビ | 株式会社 ラジオ福島     | 福島県   | 福島市       | JOWR-TV             | 1957年10月22日 | 1958年4月1日                | 不明                                         | 1959年頃のテレビ開局を予定していたが、役員人選などの難航で失効した。                                                                                                |
| テレビ | 株式会社 福島テレビ     | 福島県   | 福島市       | JOPX-TV →福島テレビ | 1960年11月24日 | 1961年3月1日                | 太田耕造 金子公 和久幸男 油井賢太郎 一力次郎 | 現・福島テレビ株式会社とは別組織。 |
| テレビ | 株式会社 ニュー徳島放送 | 徳島県   | 徳島市       | JOTI-TV →鹿児島放送 | 1969年11月18日 | 1970年5月1日                | 東郷一郎                                     | 1971年頃の開局を予定していたが、役員人選の難航などで失効した。 |

奈良（85.8MHz）の民放FMも、今後何らかの進展がなければ周波数割り当てが取り消される見込みである。

## テレビ周波数の割り当てが取り消された地域
現在、申請がすべて取り下げられ、周波数割り当てもすべて取り消されている。
| 県     | 市     | ch   | 出力 | 割当取消月 | 県域第N波 | 県域第N波のその後                        | 特記事項                                                                  |
| ------ | ------ | ---- | ---- | ---------- | --------- | ---------------------------------------- | ------------------------------------------------------------------------- |
| 佐賀県 | 佐賀市 | 32ch | 5kW  | 1989年5月  | 第2波     |                                          | 周波数は長崎県民放第4局長崎国際テレビの諫早・島原中継局に割り当てられた。 |
| 徳島県 | 徳島市 | 40ch | 10kW | 1997年5月  | 第2波     | ニュー徳島放送が予備免許を取得していた。 |                                                                           |
| 福井県 | 福井市 | 23ch | 10kW | 1999年1月  | 第3波     | 福井文化テレビジョン                     |                                                                           |
| 沖縄県 | 那覇市 | 30ch | 10kW | 1999年1月  | 第4波     | 南西放送                                 |                                                                           |
| 宮崎県 | 宮崎市 | 21ch | 10kW | 2000年9月  | 第3波     | 構想のみ                                 |                                                                           |
| 茨城県 | 水戸市 | 34ch | 5kW  | 2004年6月  | 第1波     | 茨城放送                                 |                                                                           |

## 予備免許を申請しながら開局が認められなかった放送局
- 国民教育放送協会（中心母体：日本教育新聞を中心に設立）
- 日本経済放送（日本経済新聞社）→形式上日本短波放送として開局
- 新潟日報施設放送（新潟日報）
- 北陸文化放送（北国新聞社）→当初は北陸地方3県に開局する構想があったが、金沢市の局のみが形式上北陸放送として開局
- 大阪新聞施設無線放送（大阪新聞）
- 西日本文化放送（西日本新聞社）
- 河北放送（北日本商業放送。河北新報）→形式上ラジオ仙台として開局
- セントポール放送（聖パウロ教会）→当初は全国ネットワークを計画していたが、東京局のみ形式上日本文化放送協会として開局
- 日本仏教放送（本願寺派）→同上
- 日本キリスト教放送協会（プロテスタント系キリスト教諸団体）→同上
- ラジオ東都（国鉄主導の観光宣伝目的の放送）
- ラジオ大阪（同上。現存する同名局とは別）
- 須賀川放送（福島県須賀川町）
- 市営西宮放送（兵庫県西宮市）
- 東京放送（電通）→形式上ラジオ東京として開局
- 国民放送協会
- 常民生活科学協会
- 国際民間放送協会（埼玉県川越市）
- セントラル放送→形式上ラジオ東京として開局
- 全日本放送（現存するニッポン放送とは別。東海大学が事実上の母体で、のちにFM東海の下地となる）
- 東京ラジオステーション
- 神奈川放送新聞社
- 日本科学放送局（誠文堂新光社）
- 日本放送（日本野球連盟。現存するニッポン放送とは別）
- 科学放送局
- ラジオ時計（後のJJYの下地となる）
- 京浜放送（神奈川県横浜市）
- 湘南放送（同県鎌倉市）
- 国際放送（埼玉県浦和市）
- アソシエーテッド放送
- 日本テレビジョン協会（現存する日本テレビ放送網とは別）
- ヴォイス・オブ・トーキョー
- 東京ラジオセンター
- 中部新ヘルプ放送（長野県松本市）
- 名古屋広告放送（電機商協同組合）
- 京都無線放送（観光日本社）
- 大阪放送（大阪化工。現存するラジオ大阪とは別）
- 大和放送（奈良県）
- 新近江放送（滋賀県。大津商工会議所、太湖汽船）
- 新興公知放送（山口県宇部市）
- 下関放送（同県下関市）
- 山陽放送（岡山県岡山市。　現存するRSK山陽放送とは別）
- 広島放送→形式上中国放送に申請を一本化して開局
- ラジオ広島→同上
- 四国放送（香川県高松市。同時申請し開局を実現させた徳島県の四国放送とは同じ筆頭株主であるが別法人）
- 愛媛ラジオステーション（愛媛県松山市）
- 大牟田放送（福岡県大牟田市）
- 久留米放送（同県久留米市）→形式上九州朝日放送として開局
- 筑豊宣伝放送（同県飯塚市）
- 長崎平和放送→形式上長崎放送として開局
- 米沢放送（山形県米沢市）
- 東北放送→形式上別登記された同名の東北放送と申請を一本化して開局
- 北日本実業（青森県弘前市）→形式上青森放送として開局
- 一関放送（岩手県一関市）
- 北海広告事業（北海道札幌市）
- 旭川放送（同道旭川市）